# Kition Pervolia
pour le village situé au sud de Larnaca, voir Pervólia.
 (janvier 2021).
La mise en forme du texte ne suit pas les recommandations de Wikipédia : il faut le « wikifier ».
Les points d'amélioration suivants sont les cas les plus fréquents. Le détail des points à revoir est peut-être précisé sur la page de discussion.
- Les titres sont pré-formatés par le logiciel. Ils ne sont ni en capitales, ni en gras.
- Le texte ne doit pas être écrit en capitales (les noms de famille non plus), ni en gras, ni en italique, ni en « petit »…
- Le gras n'est utilisé que pour surligner le titre de l'article dans l'introduction, une seule fois.
- L'italique est rarement utilisé : mots en langue étrangère, titres d'œuvres, noms de bateaux, etc.
- Les citations ne sont pas en italique mais en corps de texte normal. Elles sont entourées par des guillemets français : « et ».
- Les listes à puces sont à éviter, des paragraphes rédigés étant largement préférés. Les tableaux sont à réserver à la présentation de données structurées (résultats, etc.).
- Les appels de note de bas de page (petits chiffres en exposant, introduits par l'outil «  Source ») sont à placer entre la fin de phrase et le point final[comme ça].
- Les liens internes (vers d'autres articles de Wikipédia) sont à choisir avec parcimonie. Créez des liens vers des articles approfondissant le sujet. Les termes génériques sans rapport avec le sujet sont à éviter, ainsi que les répétitions de liens vers un même terme.
- Les liens externes sont à placer uniquement dans une section « Liens externes », à la fin de l'article. Ces liens sont à choisir avec parcimonie suivant les règles définies. Si un lien sert de source à l'article, son insertion dans le texte est à faire par les notes de bas de page.
- La présentation des références doit suivre les conventions bibliographiques. Il est recommandé d'utiliser les modèles {{Ouvrage}}, {{Chapitre}}, {{Article}}, {{Lien web}} et/ou {{Bibliographie}}. Le mode d'édition visuel peut mettre en forme automatiquement les références.
- Insérer une infobox (cadre d'informations à droite) n'est pas obligatoire pour parachever la mise en page.

Pour une aide détaillée, merci de consulter Aide:Wikification.
Si vous pensez que ces points ont été résolus, vous pouvez retirer ce bandeau et améliorer la mise en forme d'un autre article.
Pervolia ou Kition-Pervolia est un site archéologique situé à Chypre, à Larnaca (district de Larnaca).

## Localisation
Au nord-ouest de l'agglomération antique de Kition, entre les rues Prousis et Sintika Chanoum, il conserve une petite partie de la nécropole de l'Âge du Fer de cette cité, dans un terrain appartenant au Service des Antiquités.

## Histoire de la recherche
En 1918 et 1941, des tombes d'époque géométrique ont été découvertes sur ou à proximité du site.
En 1958, des travaux d'extraction de matériaux entraînent la destruction de la partie sud du site (d'époque classique, Ve siècle av. J.-C.). Le Service des Antiquités intervient en sauvetage et le site est définitivement protégé à partir de 1960. En 2006, des fouilles d'urgence, au Nord-Est, à l'occasion de la construction d'un immeuble, hors périmètre protégé, mettent à la lumière d'autres tombes (Ve siècle av. J.-C.). De 2012 à 2014, des fouilles systématiques, menées par la Mission Archéologique Française de Kition (dir. Sabine Fourrier) ont mis au jour la partie centrale du site. Ces recherches ont été publiées exhaustivement en 2018 et les données brutes de recherche ont également été diffusées via un portail web  .

## Description
Les tombes, à hypogée et dromos d'accès, sont creusées dans une formation rocheuse double : en surface, une strate calcaire indurée en surface (appelée localement havara) ; au-dessous, une marne assez meuble (konnos). La partie médiane et inférieure du dromos et l'hypogée sont installés dans cette dernière couche.
Aucune organisation claire des tombes n'est décelable en surface ; il est évident en revanche qu'une optimisation de l'espace a été recherchée, en particulier pour les tombes d'époque classique (Ve – IVe siècle av. J.-C.). L'implantation de certaines rentrent en conflit (des tombes d'époque classique empiètent sur l'espace occupé par celle de l'époque archaïque).
Chaque tombe comprend un couloir d'accès (doté d'une rampe et de marches, dromos), une porte (stomion), fermée par une dalle de gypse (appelée localement marmaro) et une chambre funéraire quadrangulaire.
Les dépositions sont collectives (de 15 à 25 env.) et ont été effectuées sur un temps assez long, jusqu'à la fermeture définitive de la tombe et le comblement du dromos. Elles sont exclusivement primaires à l'époque classique (le corps, déposé dans un linceul ou un support ou cercueil de bois, n'a jamais été déplacé) alors qu'une réduction, dans une amphore, est identifiable à l'époque archaïque.
Les offrandes sont nombreuses, principalement des vases et des lampes en céramique (outre quelques objets de parure, présents sur les corps). Certaines sont localisées à l'extérieur de la tombe, dans de petites niches, ouvrant sur le dromos ou sur le niveau du sol extérieur. Il s'agit soit de tombes de tout jeunes enfants, soit, probablement, de rituels liés à ce type d'individus.
Un rituel assez unique a été identifié, comprenant le traitement et la déposition d'une oie dans une tombe d'enfant ; il éclaire la relation particulière, pratique et symbolique, entre l'individu en bas âge et ce type d'animal.